# Vicente Enrique y Tarancón
Vicente Enrique y Tarancón (Burriana, 14 de maio de 1907 - Villarreal, 28 de novembro de 1994), foi um cardeal espanhol.
Estudou no seminário de Tortosa, onde foi ordenado sacerdote em 1929. Foi nomeado bispo de Solsona em 1945. Seu trabalho pastoral continuaria posteriormente em Oviedo, onde se tornou arcebispo em 1964. Se converteu em arcebispo de Toledo em 1969 por um breve período, passando depois à frente da arquidiocese de Madri, no final de 1971. O papa Paulo VI entregou-lhe o capelo cardinalício em abril de 1969. Em 1983, por razões de idade, demitiu-se de seu cargo como arcebispo de Madri, retirando-se à sua terra natal, onde faleceu em 1994.
O cardeal Tarancón, como era conhecido por todos, desempenhou um importante papel conciliador durante a transição da ditadura ao regime democrático como presidente da Conferência Episcopal Espanhola, cargo que exerceu desde 1971 até que demitiu-se em 1981. Sua nomeação assinalou um ponto à parte nas relações entre a Igreja Católica e o franquismo, consumado com sua homilia no dia da missa de coroação do rei Juan Carlos I.
Foi membro da Real Academia Espanhola de 1969 até a data de seu falecimento.